# Helen Clark
Helen Elizabeth Clark (ur. 26 lutego 1950 w Hamilton) – nowozelandzka polityk, premier Nowej Zelandii od 5 grudnia 1999 do 19 listopada 2008. Od 17 kwietnia 2009 stoi na czele Programu Narodów Zjednoczonych ds. Rozwoju.
Była lektorką w Instytucie Studiów Politycznych Uniwersytetu w Auckland. Od 1981 deputowana do parlamentu z ramienia Partii Pracy, w rządach Davida Lange’a i jego następcy Geoffreya Palmera sprawowała urząd ministra budownictwa, pracy oraz zdrowia. Od 1 grudnia 1993 przewodnicząca Partii Pracy (jako pierwsza kobieta na tym stanowisku).
W 2005 roku została odznaczona Gwiazdą Wysp Salomona.